# István Báncsa
István Báncsa (Ungheria, XIII secolo – Roma, 9 luglio 1270) è stato un cardinale e arcivescovo cattolico ungherese.
Fu il primo cardinale ungherese.

## Biografia
Sono poche le notizie sulla sua gioventù: fu definito «commendevole per la vasta letteratura». Figlio di Orbász I Báncsa, venne nominato prevosto del capitolo di Vác e fu cancelliere del re Béla IV dal 1238 al 1240. Nel 1241 intraprese un viaggio a Roma e fu nominato vescovo di Vác.
Il 7 luglio 1243 fu promosso alla sede metropolitana di Strigonio.
Nel luglio del 1251 ebbe anche l'incarico di legato in Croazia e Dalmazia.
Nel dicembre del 1251 papa Innocenzo IV lo creò cardinale vescovo di Palestrina. Ritenne la cattedra arcivescovile di Strigonio come amministratore apostolico.
Partecipò all'elezione di papa Alessandro IV nel 1254, di papa Clemente IV nel 1264-1265 e di papa Gregorio X, il celebre Primo Conclave che si protrasse dal 1268 al 1271 e durante il quale morì. Non è certa la sua partecipazione all'elezione di papa Urbano IV nel 1261, poiché all'inizio dell'elezione si trovava probabilmente in Ungheria.
Morì a Roma e fu sepolto nella chiesa di Santa Balbina.